# Kamal Ahmane
Kamal Ahmane (født i 1970 i Kabylien) er en digter fra Algeriet, som har boet i Danmark siden 2003. 
I 2008 udgav Ahmane digtsamlingen "Bindeled" og i 2017 udkom digtsamlingen "Tavshedens tumult", hvor digteren kritiserer den politiske islam. Kamal Ahmane er også medforfatter til bogen "Laïmèche Ali, L'Irréductible Révolutionnaire".